# Rejon krywoozerski
Rejon krywoozerski – jednostka administracyjna wchodząca w skład obwodu mikołajowskiego Ukrainy.
Rejon ma powierzchnię 814 km² i liczy około 29 tysięcy mieszkańców. Siedzibą władz rejonu jest Krywe Ozero.
Na terenie rejonu znajdują się 1 osiedlowa rada i 15 silskich rad, obejmujących w sumie 22 wsie i 4 osady.

## Miejscowości rejonu
- (Багачівка)
- (Берізки)
- (Бурилове)
- (Червоний Орач)
- (Голоскове)
- (Іванівка)
- (Климівка)
- (Красненьке)
- Krywe Ozero (Криве Озеро)
- (Криве Озеро Друге)
- (Купріянівка)
- (Курячі Лози)
- (Леніне)
- (Луканівка)
- Mazurowe (Мазурове)
- (Мала Багачівка)
- (Мала Мечетня)
- (Миколаївка)
- (Михалкове)
- (Ониськове)
- (Очеретня)
- (Секретарка)
- (Сорочинка)
- (Тернувате)
- (Токарівка)
- (Тридуби)
- (Велика Мечетня)